# Осењ
Осењ (рус. Осень) река је која тече на истоку Тверске области на северозападу европског дела Руске Федерације. 
Настаје спајањем река Могоче и Мелече на подручју Бежецког рејона, тече ка западу и након свега 8,7 km тока улива се у реку Мологу као њена десна притока (део басена реке Волге и Каспијског језера). Са реком Могочом има око 115 km тока. Иако је река Осењ релативно кратак водоток осликује је велико сливно подручје које обухвата територију површине од око 3.210 km².
Целом дужином свога тока протиче кроз ниска и замочварена подручја, а ширина речног корита целом дужином тока је између 50 и 60 метара. Под ледом је од друге половине новембра до прве половине априла. Највиши водостај је у пролеће. 
У Мологу се улива код села Јески у Бежецком рејону, недалеко од места на којем река Молога истиче из језера Верестово.